# Clifford Thornton
Clifford Edward Thornton (* 6. September 1936 in Philadelphia, Pennsylvania; † 25. November 1983 in Genf) war ein US-amerikanischer Jazz-Posaunist und -trompeter.

## Leben und Wirken
Thornton studierte in den 1950er Jahren bei dem Trompeter Donald Byrd und arbeitete u. a. mit dem Tubaspieler Ray Draper. Nach seiner Armeezeit ließ er sich in New York nieder, wo er als Sideman u. a. mit Sun Ra (Art Forms of Dimensions Tomorrow), Archie Shepp, Sam Rivers und Sunny Murray aufnahm.
Er betätigte sich dann als Bandleader (u. a. das New Art Ensemble) und Komponist und gründete ein eigenes Plattenlabel (Third World Records). 1967 erschien sein erstes eigenes Album (Freedom & Unity), dem in schneller Folge weitere folgten, wie das in Frankreich entstandene Ketchaoua. 1971 spielte er mit Joe McPhee (Survival Unit II with Clifford Thornton: At WBAI’s Free Music Store, 1971). Seit Anfang der 1970er Jahre hielt er sich vorwiegend in Europa auf.

## Diskographische Hinweise
- Freedom & Unity (Atavistic, 1967) mit Karl Berger, Jimmy Garrison, John McCortney, Joe McPhee, Don Moore
- Ketchaoua (BYG Actuel, 1969) mit Dave Burrell, Claude Delcloo, Earl Freeman, Beb Guérin, Arthur Jones, Grachan Moncur III, Sunny Murray, Archie Shepp
- The Panther and the Lash [live] (America, 1970) mit Beb Guérin, Noel McGhie, François Tusques
- Communications Network (1972) mit Jerome Cooper, Jayne Cortez, Nathan Davis, Jerry Gonzalez, Jay Hoggard, L. Shankar, Sirone
- The Gardens of Harlem (1974) mit Roland Alexander, Carla Bley, Pat Patrick, Marvin Peterson, Dewey Redman, Wadada Leo Smith, Bob Stewart, Carlos Ward
- Joe Malinga’s Mandala feat. Clifford Thornton: Tears for the Children of Soweto (1980)